# 海盜黨國際
海盜黨國際（英語：Pirate Parties International，缩写为）是海盜黨的國際政黨組織。創立於2010年在比利時布魯塞爾召開的海盜黨國際會議。

## 目標
PPI 規定賦予它的目標為：
协助創立、支援、推广及維持全球海盜黨之間的交流与合作。
PPI還有目標是提升意識、散佈及透過協調統一黨派運動，資訊分享及協助成立新的海盜黨。
政黨努力改革關於著作權和專利的法律。議程還包括加強隱私權，包含網際網路及res extensa（物質生活），以及政府部門的透明度。

## 歷史
第一個海盜黨為瑞典Piratpartiet，由李卡德·法克明炎於2006年1月1日創立。其他政黨及組織其後成立於奧地利、丹麥、芬蘭、德國、愛爾蘭、荷蘭、波蘭和西班牙。於2007年，這些政黨的代表們為了成立聯盟及計畫2009年歐洲議會選舉於奥地利維也納開會。進一步的會議於2008年舉辦於柏林及乌普萨拉，之後以《烏普薩拉宣言》為基本平台領導選舉。
2008年9月，安德魯·諾頓（美國）任命為PPI集團協調者。2009年8月，他進一步降低及通過功能超越「核心團隊」的領導 Patrick Mächler 和 Samir Allioui 。
在2009年歐洲議會選舉中，於瑞典歐洲議會選舉中海盜黨贏得了7.1%的選票並且獲得20個中的2個瑞典歐洲議會會員席位，年初黨員數量受到三位海盜黨成員被審判及定罪想法鼓舞而激增。
2010年4月18日，海盜黨國際正式成立於布魯塞爾在PPI會議自4月16日到18日。
2011年1月17日，一個突尼西亞海盜黨的政治活動家Slim Amamou，被任命為突尼西亞政府的青年及體育國務卿。2011年5月25日，他辭去了職位，指出一旦國家民主選舉進入計畫，他的任務就會結束。
2011年9月，於柏林州選舉中海盜黨贏得了8.9%的選票，並且是世界上第一次獲得州議會席位的海盜黨。他們已經獲得的某些德國的州議會選舉（北萊茵-威斯伐倫、薩爾、什勒斯維希－霍爾斯坦），通常大約在8%的有效票。

## 組織
PPI靠一個委員會管理，由兩位協同主席領導。政策、管理及運用為了成員是PPI大眾會議的責任，它必須每年至少集會一次。
| 選舉日期      | 協同主席                       | 行政總裁      | 財政總裁          | 委員                                                    |
| ------------- | ------------------------------ | ------------- | ----------------- | ------------------------------------------------------- |
| 2010年4月18日 | 格里高利·恩格斯、 Jerry Weyer  | Joachim Mönch | Nicolas Sahlqvist | Aleksandar Blagojevic、Jakub Michálek 、鮑格米爾·夏帕夫 |
| 2011年3月13日 | Samir Allioui, Marcel Kolaja   | 蘿拉·沃羅寧   | Patrick Mächler   | 芬利·亞奇伯德、托馬斯·高爾、保羅·達·席爾瓦              |
| 2012年4月15日 | 格里高利·恩格斯、 蘿拉·沃羅寧  | Travis McCrea | 艾德·傑瑞提       | 努諾·卡多索、Jelena Jovanovic、 Denis Simonet           |
| 2013年4月21日 | 格里高利·恩格斯、Vojtěch Pikal | 托馬斯·高爾   | Marc Tholl        | 努諾·卡多索、Azat Gabrakhmanov、Denis Simonet           |

## 海盜黨國際會議
| 名稱                           | 開會日期         | 地點           | 主辦政黨     |
| ------------------------------ | ---------------- | -------------- | ------------ |
| 2007年國際會議                 | 2007年6月8-10日  | 奧地利維也納   |              |
| 2008年第1次國際會議            | 2008年1月26-27日 | 德國柏林       |              |
| 2008年第2次國際會議            | 2008年6月27-29日 | 瑞典乌普萨拉   |              |
| 2010年海盜黨國際會議(成立會議) | 2010年4月16-18日 | 比利時布魯塞爾 | 比利時海盜黨 |
| 2011年海盜黨國際會議           | 2011年3月12-13日 | 德國腓特烈港   | 德國海盜黨   |
| 2012年海盜黨國際會議           | 2012年4月14-15日 | 捷克布拉格     | 捷克海盜黨   |
| 海盜夏季會議                   | 2012年6月9-10日  | 瑞士阿劳       | 阿劳海盜黨   |
| 2013年海盜黨國際會議           | 2013年4月20-21日 | 俄羅斯喀山     | 俄羅斯海盜黨 |

## 世界上的海盜黨運動
瑞典之外，海盜黨已經於超過40個國家啟動，受到自瑞典的行動啟發。
| 名稱                                 | 註冊狀況     | 海盜黨國際成員  | 選舉                                  |
| ------------------------------------ | ------------ | --------------- | ------------------------------------- |
| Junge Piraten                        | 已向官方註冊 | 觀察員          | 不適用                                |
| Piratenpartei Baden-Württemberg      | 已向官方註冊 | 間接的透過 PPDE | 5 個地方議會議會席位                  |
| Piratenpartei Bayern                 | 已向官方註冊 | 觀察員          | 5 個地方議會議會席位                  |
| Piratenpartei Berlin                 | 已向官方註冊 | 觀察員          | 15 個州議會席位 50 個地方議會議會席位 |
| Piratenpartei Brandenburg            | 已向官方註冊 | 間接的透過 PPDE | 7 個地方議會議會席位                  |
| Piratenpartei Bremen                 | 已向官方註冊 | 間接的透過 PPDE | 5 個地方議會議會席位                  |
| Piratenpartei Hamburg                | 已向官方註冊 | 間接的透過 PPDE | 4 個地方議會議會席位                  |
| Piratenpartei Hessen                 | 已向官方註冊 | 觀察員          | 33 個地方議會議會席位                 |
| Piratenpartei Mecklenburg-Vorpommern | 已向官方註冊 | 間接的透過 PPDE | 2 個地方議會議會席位                  |
| Piratenpartei Nordrhein-Westfalen    | 已向官方註冊 | 間接的透過 PPDE | 20 個州議會席位 11 個地方議會議會席位 |
| Piratenpartei Niedersachsen          | 已向官方註冊 | 觀察員          | 66 個地方議會議會席位                 |
| Piratenpartei Rheinland-Pfalz        | 已向官方註冊 | 間接的透過 PPDE | 1 個地方議會議會席位                  |
| Piratenpartei Saarland               | 已向官方註冊 | 間接的透過 PPDE | 4 個州議會席位                        |
| Piratenpartei Sachsen                | 已向官方註冊 | 間接的透過 PPDE | 3 個地方議會議會席位                  |
| Piratenpartei Sachsen-Anhalt         | 已向官方註冊 | 間接的透過 PPDE | 3 個地方議會議會席位                  |
| Piratenpartei Schleswig-Holstein     | 已向官方註冊 | 間接的透過 PPDE | 6 個州議會席位 2 個地方議會議會席位   |
| Piratenpartei Thüringen              | 已向官方註冊 | 間接的透過 PPDE | 2 個地方議會議會席位                  |

| 名稱                       | 註冊狀況       | 海盜黨國際成員 | 選舉 |
| -------------------------- | -------------- | -------------- | ---- |
| California Pirate Party    | 活動中但未登記 | 否             | 否   |
| Florida Pirate Party       | 已向官方註冊   | 觀察員         | 否   |
| Georgia Pirate Party       | 活動中但未登記 | 否             | 否   |
| Pirate Party of Hawaii     | 商討組織成立   | 否             | 否   |
| Michigan Pirate Party      | 商討組織成立   | 否             | 否   |
| Maryland Pirate Party      | 商討組織成立   | 否             | 否   |
| Massachusetts Pirate Party | 已向官方註冊   | 否             | 否   |
| Minnesota Pirate Party     | 商討組織成立   | 否             | 否   |
| New York Pirate Party      | 活動中但未登記 | 否             | 否   |
| Oklahoma Pirate Party      | 活動中但未登記 | 否             | 否   |
| Oregon Pirate Party        | 活動中但未登記 | 否             | 否   |
| Washington Pirate Party    | 活動中但未登記 | 否             | 否   |

## 參照
1. 1 2  . Presseurop. 2010年4月20日  [2010年5月17日]. （原始内容存档于2011年1月2日） （英语）.
2. 1 2   (PDF). 海盜黨國際. 2010年4月18日  [2010年5月29日] （英语）.[永久]
3. ↑  — Ledarredaktionen, Dagens Nyheter. . Piratpartiet.se.   [2009年6月8日]. （原始内容存档于2009年6月27日） （英语）.
4. ↑  Ben Jones. . TorrentFreak. 2007年6月9日  [2010年5月28日]. （原始内容存档于2019年4月26日） （英语）.
5. ↑  . Piratpartiet. 2008年7月2日  [2010年5月28日]. （原始内容存档于2010年9月8日） （瑞典语）. |url-status=和|deadurl=只需其一 (帮助)
6. ↑  . pirateweb. 2008-06-29. （原始内容存档于2013-11-25） （英语）.
7. ↑  Norton, Andrew. . pp.int.general (邮件列表). 2009年8月2日  [2009年9月7日]. （原始内容存档于2009年8月26日） （英语）.
8. ↑  . 2010  [2010年5月12日]. （原始内容存档于2015年7月16日） （英语）.
9. 1 2  . BBC News. 英国广播公司. 2008年6月8日  [2011年9月26日]. （原始内容存档于2016年12月3日） （英语）.
10. ↑  Will Smale. . BBC News. 英国广播公司. 2010年4月27日  [2011年9月26日]. （原始内容存档于2018年10月25日） （英语）.
11. ↑  . BBC News. 英国广播公司. 2011年1月17日  [2011年3月2日]. （原始内容存档于2011年1月26日）.
12. ↑  . TorrentFreak. 2011年1月17日  [2011年3月2日]. （原始内容存档于2011年3月1日） （英语）.
13. ↑  . 海峽時報. 新加坡报业控股. 2011年1月18日  [2011年3月2日]. （原始内容存档于2011年1月21日） （英语）.
14. ↑  . 衛報. 2011年5月25日  [2011年5月27日]. （原始内容存档于2011年5月27日） （英语）.
15. ↑  Wil Longbottom. . Daily Mail. 2011年9月19日  [2011年10月12日]. （原始内容存档于2011年9月24日） （英语）.
16. ↑  .   [2011-09-28]. （原始内容存档于2011-09-24）.

已贏得選舉
已正式註冊
活動中，未登記
於海盜黨國際中討論
未活動/沒有海盜黨

PPI成員
海盜黨活動中, 但不是PPI成員

17. ↑  Pirate Parties International Statutes, Article XIII.
18. ↑  Pirate Parties International Statutes, Articles IX - XI.
19. ↑  .   [2014年4月14日]. （原始内容存档于2012年5月30日）.
20. ↑  .   [2013年5月13日]. （原始内容存档于2013年7月15日）.
21. ↑  .   [2013年5月13日]. （原始内容存档于2013年9月13日）.
22. ↑  . 3VOOR12 NL. 2010年5月  [2010年5月27日]. （原始内容存档于2011年9月28日） （荷兰语）.
23. ↑  .   [2012年4月14日]. （原始内容存档于2015年6月21日） （英语）.
24. ↑  .   [2012年4月5日]. （原始内容存档于2015年9月20日） （西班牙语）.
25. ↑  .   [2012年4月5日]. （原始内容存档于2012年6月25日） （英语）.
26. ↑  .   [2013年1月21日]. （原始内容存档于2015年10月22日） （英语）.
27. ↑  .   [2012-10-05]. （原始内容存档于2012-11-24）.
28. ↑  .   [2012-04-05]. （原始内容存档于2015-09-13） （德语）.
29. ↑  .   [2012年6月6日]. （原始内容存档于2014年7月13日） （德语）.
30. ↑  .   [2012-04-16]. （原始内容存档于2014-08-09） （德语）.
31. ↑  .   [2012年4月5日]. （原始内容存档于2012年6月2日） （白俄罗斯语）.
32. ↑  . 渥太華: Elections Canada. 2010  [2010-11-10]. （原始内容存档于2012-06-02）.
33. ↑  . Twitter.   [2012年4月5日]. （原始内容存档于2015年7月12日） （中文）.
34. ↑  . Paper.li.   [2012年4月5日]. （原始内容存档于2014年3月25日） （中文）.
35. ↑  . Google+.   [2012年4月5日]. （原始内容存档于2015年12月1日） （中文）.
36. ↑  . On the commons. 2009年7月7日  [2010年5月28日]. （原始内容存档于2010年6月20日）.
37. ↑  .   [2012-05-22]. （原始内容存档于2012-06-02） （克罗地亚语）.
38. ↑  .   [2012年4月20日]. （原始内容存档于2014年2月21日） （克罗地亚语）.
39. ↑  .   [2012年4月16日]. （原始内容存档于2012年3月8日） （捷克语）.
40. ↑  .   [2013-02-23]. （原始内容存档于2012-10-22）.
41. 1 2 3 4 5 6 7 8 9 10 11 12 13 14 15 16  . Piratenwiki. 德國海盜黨. 2012年3月25日  [2012年11月28日]. （原始内容存档于2012年6月2日） （德语）.
42. ↑  .   [2012-04-07]. （原始内容存档于2012-06-02） （德语）.
43. ↑  .   [2012-04-07]. （原始内容存档于2015-10-12） （德语）.
44. ↑  .   [2012-04-07]. （原始内容存档于2015-06-29） （德语）.
45. ↑  .   [2012年5月24日]. （原始内容存档于2012年5月13日） （德语）.
46. ↑  .   [2012年5月24日]. （原始内容存档于2012年5月25日） （德语）.
47. ↑  .   [2012-04-07]. （原始内容存档于2012-06-02） （德语）.
48. ↑  .   [2012年5月24日]. （原始内容存档于2015年10月13日） （德语）.
49. ↑  .   [2012年4月7日]. （原始内容存档于2012年6月2日） （德语）.
50. ↑  . Vorläufiges amtliches Endergebnis der Landtagswahl 2012. Die Landeswahlleiterin, Statistisches Amt Saarland. 2012年3月25日  [2012年3月31日]. （原始内容存档于2012年6月2日） （德语）.
51. ↑  .   [2012年5月24日]. （原始内容存档于2015年6月23日） （德语）.
52. ↑  .   [2012年5月24日]. （原始内容存档于2015年12月23日） （德语）.
53. ↑  .   [2012-05-06]. （原始内容存档于2012-12-06） （德语）.
54. ↑  . election.de. 2012年5月6日  [2012年5月6日]. （原始内容存档于2015年9月23日） （德语）.
55. ↑  .   [2012年5月24日]. （原始内容存档于2015年6月11日） （德语）.
56. ↑  .   [2010-06-22]. （原始内容存档于2012-06-02） （匈牙利语）.
57. ↑  .   [2013-04-28]. （原始内容存档于2012-12-09）.
58. 1 2  .   [2013-04-28]. （原始内容存档于2013-04-26）.
59. ↑  .   [2012年6月15日]. （原始内容存档于2014年3月25日）.
60. ↑  . Haaretz.   [2012年7月26日]. （原始内容存档于2015年4月2日） （英语）.
61. ↑  . Heise.   [2012年8月1日]. （原始内容存档于2014年2月3日） （德语）.
62. ↑  .   [2013年5月19日]. （原始内容存档于2015年12月11日） （日语）.
63. ↑  .   [2013年5月19日]. （原始内容存档于2016年3月4日） （日语）.
64. ↑  .   [2012年4月5日]. （原始内容存档于2012年4月20日） （拉脱维亚语）.
65. ↑  .   [2013年1月16日]. （原始内容存档于2013年1月21日） （立陶宛语）.
66. ↑  . Facebook.   [2010年8月8日]. （原始内容存档于2016年1月6日）.
67. ↑   (PDF). 加德滿都: Election Commission Nepal. 2007  [2010年7月7日]. （原始内容存档 (PDF)于2012年6月2日） （英语）.
68. ↑  .   [2014年4月3日]. （原始内容存档于2015年5月18日）.
69. ↑  活動中國家分區於海盜黨國際論壇 Archive.today的存檔，存档日期2012-06-30截至2007年1月21日
70. ↑  .   [2013-05-19]. （原始内容存档于2015-10-11） （塞尔维亚语）.
71. ↑  .   [2009-11-15]. （原始内容存档于2012-06-02） （塞尔维亚语）.
72. ↑  . Slovak Pirate Party.   [2012年4月7日]. （原始内容存档于2012年6月2日） （斯洛伐克语）.
73. ↑   ["Slovenian pirates" for a free internet]. Radiotelevizija Slovenija. 2009年5月14日  [2012年4月5日]. （原始内容存档于2012年5月31日） （斯洛文尼亚语）.
74. ↑   [They've sailed into Slovenia too]. žurnal24. 2009年5月14日. （原始内容存档于2009年5月15日）.
75. ↑   [Pirates in Slovenia as well]. inDirekt. 2009年5月14日. （原始内容存档于2009年5月27日）.
76. ↑  .   [2009-11-15]. （原始内容存档于2012-06-02） （斯洛文尼亚语）.
77. ↑  . MMC RTV Slovenije. 2012年10月17日  [2012年10月17日].
78. ↑  .   [2011-05-29]. （原始内容存档于2011-06-06） （韩语）.
79. ↑  .   [2012年4月15日]. （原始内容存档于2012年5月30日）.
80. ↑   （西班牙语）.
81. ↑  .   [2013年4月28日]. （原始内容存档于2013年6月13日）.
82. ↑  . TVBS新聞網. 2012-02-27  [2016-12-12]. （原始内容存档于2016-12-20）.
83. ↑  .   [2012年4月15日]. （原始内容存档于2013年7月6日） （英语）.
84. ↑  .   [2012年4月15日]. （原始内容存档于2012年4月13日） （阿拉伯语）.
85. ↑  .   [2013-05-19]. （原始内容存档于2012-05-29） （乌克兰语）.
86. ↑  . United States Pirate Party.   [2012-05-28]. （原始内容存档于2012-05-16）.
87. ↑  . California Pirate Party.   [2012年5月28日]. （原始内容存档于2014年2月3日）.
88. ↑  . Georgia Pirate Party.   [2012年5月28日]. （原始内容存档于2012年2月21日）.
89. ↑  . Facebook.   [2012-07-18]. （原始内容存档于2016-01-06）.
90. ↑  . Michigan Pirate Party.   [2012年5月28日]. （原始内容存档于2013年2月12日）.
91. ↑  . Maryland Pirate Party.   [2012-07-28].[永久]
92. ↑  Spak, Kevin. . Newser. 2011-03-09  [2012年4月7日]. （原始内容存档于2012-04-02）.
93. ↑  .   [2012年5月28日]. （原始内容存档于2012年12月25日）.
94. ↑  . Independent Political Report. 2010-05-25  [2012-04-07]. （原始内容存档于2012-06-05）.
95. ↑  . Oregon Pirate Party.   [2012年5月28日]. （原始内容存档于2012年1月9日）.
96. ↑  . Oregon Pirate Party.   [2012-04-07]. （原始内容存档于2012-06-02）.
97. ↑  . Washington Pirate Party.   [2012年5月28日]. （原始内容存档于2012年10月27日）.
98. ↑  . Facebook （西班牙语）.

## 外部連結
- （英文） 官方网站
- （英文） Pirate Times （页面存档备份，存于）